# Ibbe ha-Nachal
Ibbe ha-Nachal (hebr. איבי הנחל, Ibej ha-Nachal) – nieautoryzowane osiedle żydowskie położone w Samorządzie Regionu Gusz Ecjon, w Dystrykcie Judei i Samarii, w Izraelu.

## Położenie
Osiedle jest położone w bloku Gusz Ecjon na Wyżynie Judzkiej, w odległości 15 kilometrów na południe od Jerozolimy, w Judei w otoczeniu terytoriów Autonomii Palestyńskiej.

## Historia
Osadę założyli w 1999 żydowscy osadnicy.